# Hunters Hemmelighed
Hunters Hemmelighed (originaltitel: Hunter Street) er en serie, der blev vist på Nickelodeon fra 2017. Hunters Hemmelighed handler om den hjemløse dreng Max, der bliver adopteret af en familie i Amsterdam. Dagen efter er faren og moren forsvundet, så han må samarbejde med de andre børn i huset, som hedder Tess, Sal, Anika og Daniel om at finde dem inden det er for sent. 

## Skuespiller
- Stony Blyden - Max
- Mae Mae Renfrow - Tess
- Kyra Smith as Anika
- Thomas Jansen - Daniel
- Daan Creyghton - Sal
- Wilson Radjou-Pujalte - Jake
- Kate Bensdorp - Evie
- Eliyha Altena - Oliver
- Sarah Nauta - Jasmyn

## Sæsoner
- Sæson 1: Mysteriet om Saganash.
- Sæson 2: Mysteriet om kronen.
- Sæson 3: Mysteriet om Pyramiden
- Sæson 4: Mysteriet om teknologien.